# Павел Шойлеков
Павел Петков Шойлеков е български офицер, генерал-майор от артилерийско-инженерното ведомство, началник на артилерията в Шуменския укрепен пункт през Балканската (1912 – 1913) и Междусъюзническата война (1913) и командир на 12-а артилерийска бригада през Първата световна война (1915 – 1918).

## Биография
Павел Шойлеков е роден на 24 септември 1867 г. в с. Клисура. На 4 септември 1883 г. постъпва на военна служба. На 7 ноември 1887 г. завършва Военното на Негово Княжеско Височество училище, произведен е в чин подпоручик и зачислен в артилерията. На 7 ноември 1890 е произведен в чин поручик, а през 1893 г. като поручик от 2-ри артилерийски полк е командирован за обучение в Артилерийската и инженерна апликационна академия в Торино, Италия, която завършва през 1896 година, като междувременно през 1895 е произведен в чин капитан. През 1900 г. е командир на рота в Шуменския крепостен батальон, през 1904 г. е произведен в чин майор, а от 1909 г. е помощник-началник на Софийския артилерийски арсенал. През 1909 г. е произведен в чин подполковник.

### Балкански войни (1912 – 1913)
През Балканската (1912 – 1913) и Междусъюзническата война (1913) подполковник Шойлеков е началник на артилерията в Шуменския укрепен пункт. На 25 май е произведен в чин полковник, а в периода (28 януари 1915 – 25 септември 1915) г. командва Шуменския крепостен артилерийски полк.

### Първата световна война (1915 – 1918)
По време на Първата световна война (1915 – 1918) полковник Шойлеков е командир на 12-а артилерийска бригада. През 1918 г. е награден с Орден „Св. Александър“ IV степен с мечове в средата, а съгласно заповед № 355 от 1921 г. по Министерството на войната е награден с Народен орден „За военна заслуга“ III степен с военно отличие. След края на войната, през 1919 г. е уволнен от служба.

## Военни звания
- Подпоручик (7 ноември 1887)
- Поручик (7 ноември 1890)
- Капитан (1895)
- Майор (1904)
- Подполковник (1909)
- Полковник (24 май 1913)
- о. з. Генерал-майор

## Награди
- Орден „Св. Александър“ IV степен с мечове в средата (1918)
- Народен орден „За военна заслуга“ III степен с военно отличие (1921)
- Орден „За заслуга“ на обикновена лента